# ジューン・トムスン
ジューン・ヴァレリー・トムスン（June Valerie Thomson、1930年6月24日 - 2022年没）は、イギリスのケント州出身の女性小説家、推理作家。シャーロキアンでもあり、『語られざる事件』を題材にしたパスティーシュシリーズで知られる。

## 経歴
1941年から1949年までエセックス州のチェルムズフォード女子高等学校で学ぶ。ベッドフォード・カレッジ、ロンドン大学卒業。元教師。現在、ハートフォードシャー州在住。

## 著作リスト

### 長編
全てジャック・フィンチ主席警部（Inspector Jack Finch）シリーズ。
- 1971年 - Not One of Us
- 1973年 - Death Cap
- 1974年 - The Long Revenge
- 1977年 - Case Closed
- 1977年 - A Question of Identity
- 1979年 - Deadly Relations （米題：The Habit of Loving）
- 1980年 - Alibi in Time
- 1981年 - Shadow of a Doubt - フランス犯罪小説大賞受賞（1983年）
- 1982年 - To Make a Killing （米題：Portrait of Lilith）
- 1984年 - Sound Evidence
- 1985年 - A Dying Fall
- 1986年 - The Dark Stream
- 1987年 - No Flowers, By Request
- 1988年 - Rosemary for Remembrance （日本語題：『追憶のローズマリー』、日本語訳：藤村裕美、創元推理文庫）
- 1989年 - The Spoils of Time （日本語題：『時のかたみ』、日本語訳：藤村裕美、創元推理文庫）
- 1990年 - Past Reckoning
- 1991年 - Foul Play
- 1996年 - Burden of Innocence
- 2000年 - The Unquiet Grave
- 2006年 - Going Home

### 短編
- 1978年 - Crossing Bridges （日本語題：『とっさの決断』、日本語訳：中村保男）
- 1983年 - The Bait （日本語題：『餌』、日本語訳：中村保男）
- 1990年 - Queens of Cups （日本語題：『聖杯のクイーン』、日本語訳：山本俊子）

### 短編集
- 1992年 - Flowers for the Dead

### シャーロック・ホームズ 短編集
日本語訳は全て押田由記。東京創元社・創元推理文庫から出版されている。
- 1990年 - The Secret Files of Sherlock Holmes （日本語訳：『シャーロック・ホームズの秘密ファイル』)
- 1992年 - The Secret Chronicles of Sherlock Holmes （日本語訳：『シャーロック・ホームズのクロニクル』）
- 1993年 - The Secret Journals of Sherlock Holmes （日本語訳：『シャーロック・ホームズのジャーナル』）
- 1995年 - Holmes and Watson - A Study In Friendship （伝記、日本語訳：『ホームズとワトスン - 友情の研究』）
- 1997年 - The Secret Documents of Sherlock Holmes （日本語訳：『シャーロック・ホームズのドキュメント』）
- 2004年 - The Secret Notebooks of Sherlock Holmes （日本語訳未公刊）
- 2012年 - The Secret Archives of Sherlock Holmes  （日本語訳未公刊）
- 2015年 - Sherlock Holmes and the Lady in Black （日本語訳未公刊）